# Échale guindas al pavo
«Échale guindas al pavo», también conocida como Échale guinda al pavo, es una canción española compuesta por Ramón Perelló y Ródenas, Juan Mostazo y Sixto Cantabrana, que trata sobre la picaresca de unos gitanos. 
Fue popularizada por la cantante Rosa Morena en 1970, grabándola para la compañía Discos Belter, fusionando el flamenco con el pop. Supuso un éxito internacional, y continúa teniendo un seguimiento de culto. Es considerada como una de las canciones más emblemáticas del flamenco pop de los años 70.

## Historia
Fue grabada por primera vez por Imperio Argentina para la película Morena Clara de 1936. En 1954 volvió a ser grabada por Lola Flores para una nueva versión de la misma película. 
A finales de los años 60 Joaquín Alfonso, director de la compañía discográfica Discos Belter le propuso a la cantante Rosa Morena, realizar una versión pop de dicho tema. La artista no quería grabarla, pues no estaba convencida del proyecto, al considerarla un tema banal. Una vez publicado dicho sencillo en 1970, llegó su consagración en España, pasando a formar parte de las listas de éxitos. Llegando a ser internacionalmente conocida, interpretándola en sus giras por América, Europa, Sudáfrica, e incluso, Japón.

### Otros intérpretes
| - Antonio Vilás - Encarnita Polo - Jose Greco - Latidos - Lola Flores - Loly Martínez La Canastera - Los Centellas - Los Pronto - Manuel Aranda (cantante) - Raphael - Raya Real - Romero "El Dandy Flamenco" - Rosa Morena - El Chaval de la Peca |

## En el cine
Esta canción ha sido utilizada en la banda sonora de varias películas:
- Morena Clara (1936)
- Con la música por dentro (1946)
- Morena Clara (1954)
- Canciones para después de una guerra (1971)

## Teatro
- Échale guindas al pavo (2014)[7]

## Televisión
Esta canción ha sido utilizada en la banda sonora de varias series de televisión:
- Cuéntame cómo pasó
- Amar en tiempos revueltos